# グレーター・コペンハーゲン・ライトレール
グレーター・コペンハーゲン・ライトレール（デンマーク語: Hovedstadens Letbane、英語: Greater Copenhagen Light Rail）は、デンマークの首都・コペンハーゲンやその周辺自治体で構成されるコペンハーゲン大都市圏（グレーター・コペンハーゲン）のライトレール。2025年の開通を予定しており、首都圏ライトレール（Hovedstadens Letbane I/S）によって運営される。

## 歴史
コペンハーゲン大都市圏では、1947年に策定されたフィンガープランに基づき、住宅開発や緑地の保全、公共交通網の整備などが行われていた経緯を持つが、年数が経つにつれて自家用車の利用者増加に伴う道路の渋滞が課題となっていた。それを受け、1990年代後半からコペンハーゲン大都市圏を構成する各自治体（コムーネ）は混雑緩和を目的とした新たな公共交通機関の検討が進められ、2007年に発表された「フィンガープラン2007」において、市街地の再開発や産業・住宅配置の見直しと合わせ、複数のコムーネを経由するライトレールを建設する計画が発表された。そして2013年、ライトレールに関する調査結果が発表された事を契機に区間の策定を始めとした本格的な計画が動き出し、2016年にデンマーク議会による建設の採択が行われた。また、この採択に際し、プロジェクト名が「リング3ライトレール（Ring 3 Letbane）」から「グレーター・コペンハーゲン・ライトレール（Hovedstadens Letbane）」へと変更されている。
建設へ向けた動きは同年から始まり、予定地の地主との交渉や2018年からの土地収用を経て2022年から本格的な建設が始まった。新型コロナウイルス感染症（COVID-19）やロシアによるウクライナ侵攻等の影響による建設費用の高騰に見舞われたものの、2024年8月から試運転が順次開始されており、2025年の営業運転開始を目標としている。
このライトレールの建設にあたっては、首都であるコペンハーゲンおよびコペンハーゲン大都市圏を構成する11のコムーネからの出資が行われている。そのうちコペンハーゲンや3つのコムーネについてはライトレールが経由しないものの経済効果を見込みプロジェクトに参加した経緯を持つ。また、当初は国からの出資も行われていたが2018年に撤退している。一方、計画にあたってはシーメンス、シーメンス・デンマーク（Siemens Danmark A/S）、アーレスレフ・レール（Aarsleff Rail A/S）、コーウィ（Cowi A/S）の4社が関係するコンソーシアムが結成されており、そのうちシーメンスは車両製造や線路、電化設備など各種設備の保守、アーレスレフ・レールは各種施設の建設作業を担当する事になっている。

建設中のライトレール
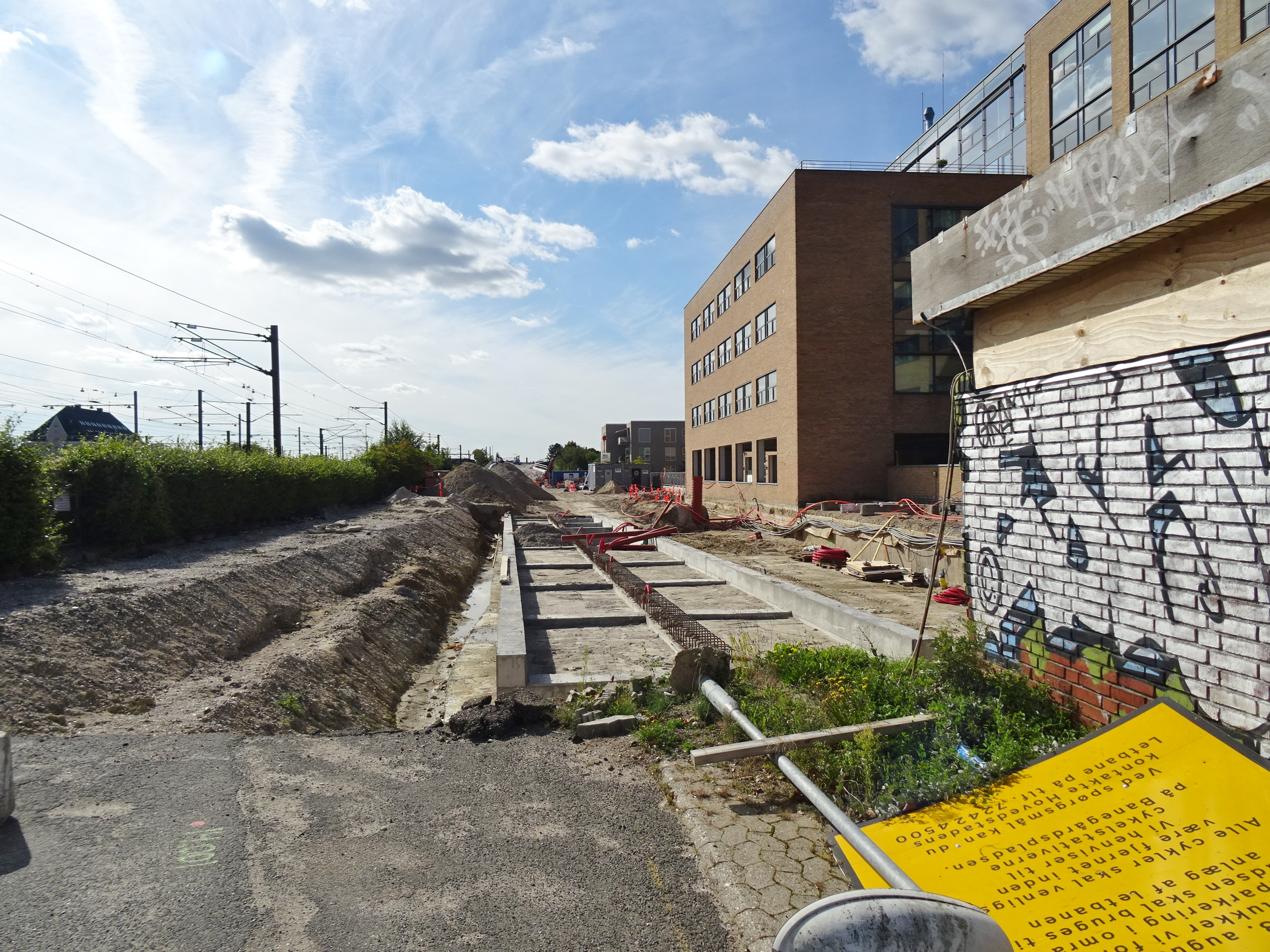
2021年撮影
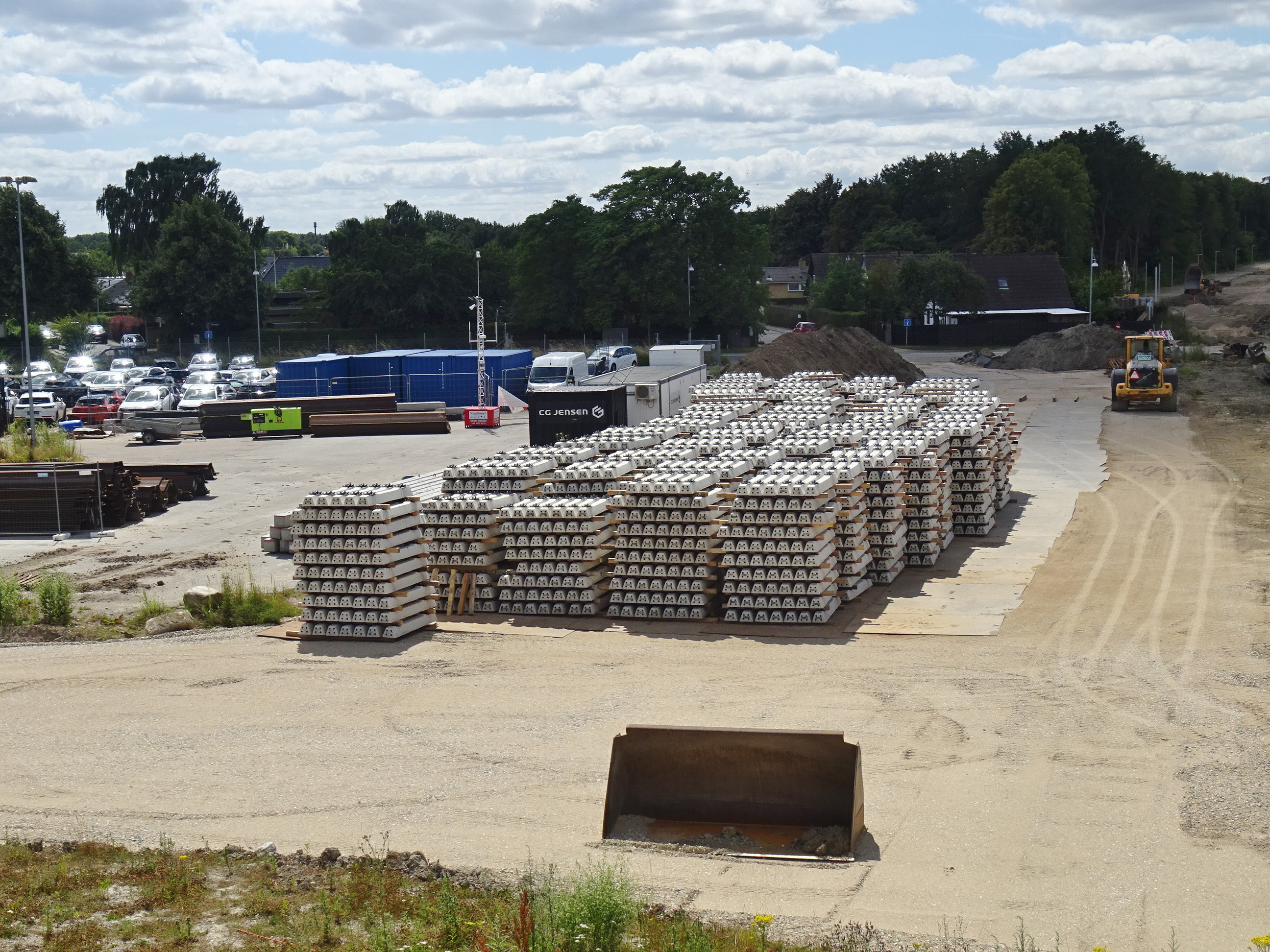
2022年撮影
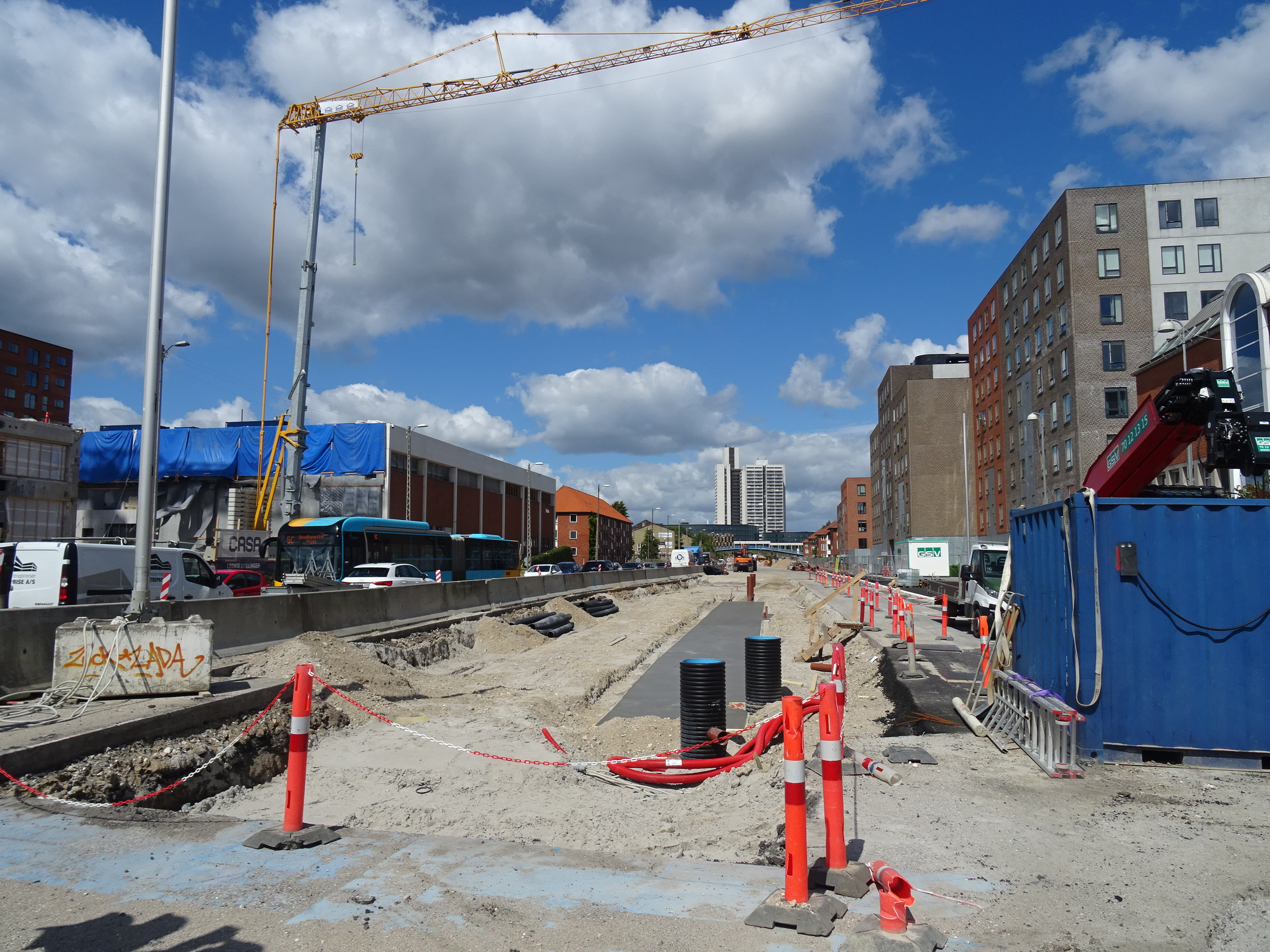
2022年撮影
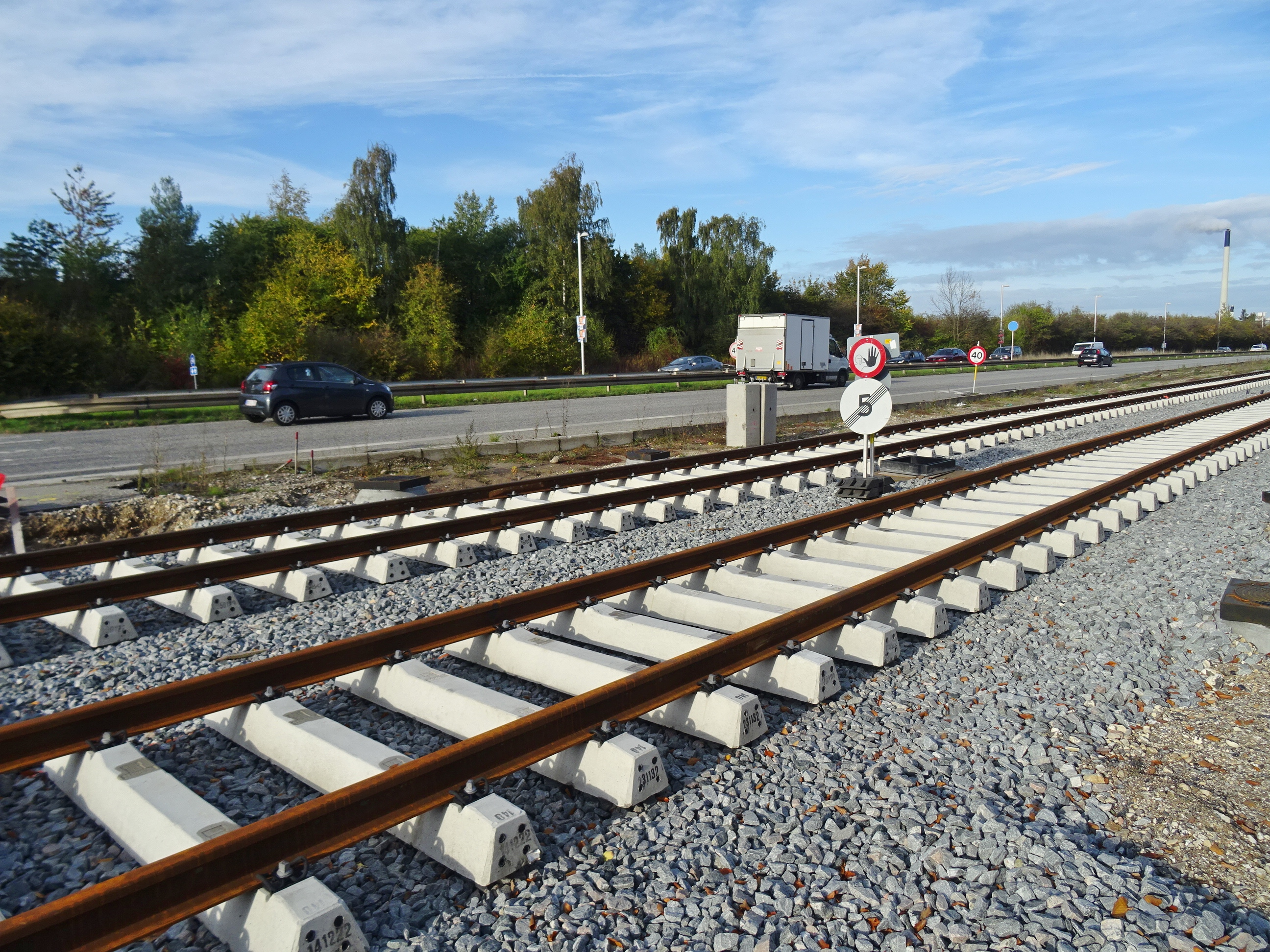
2022年撮影
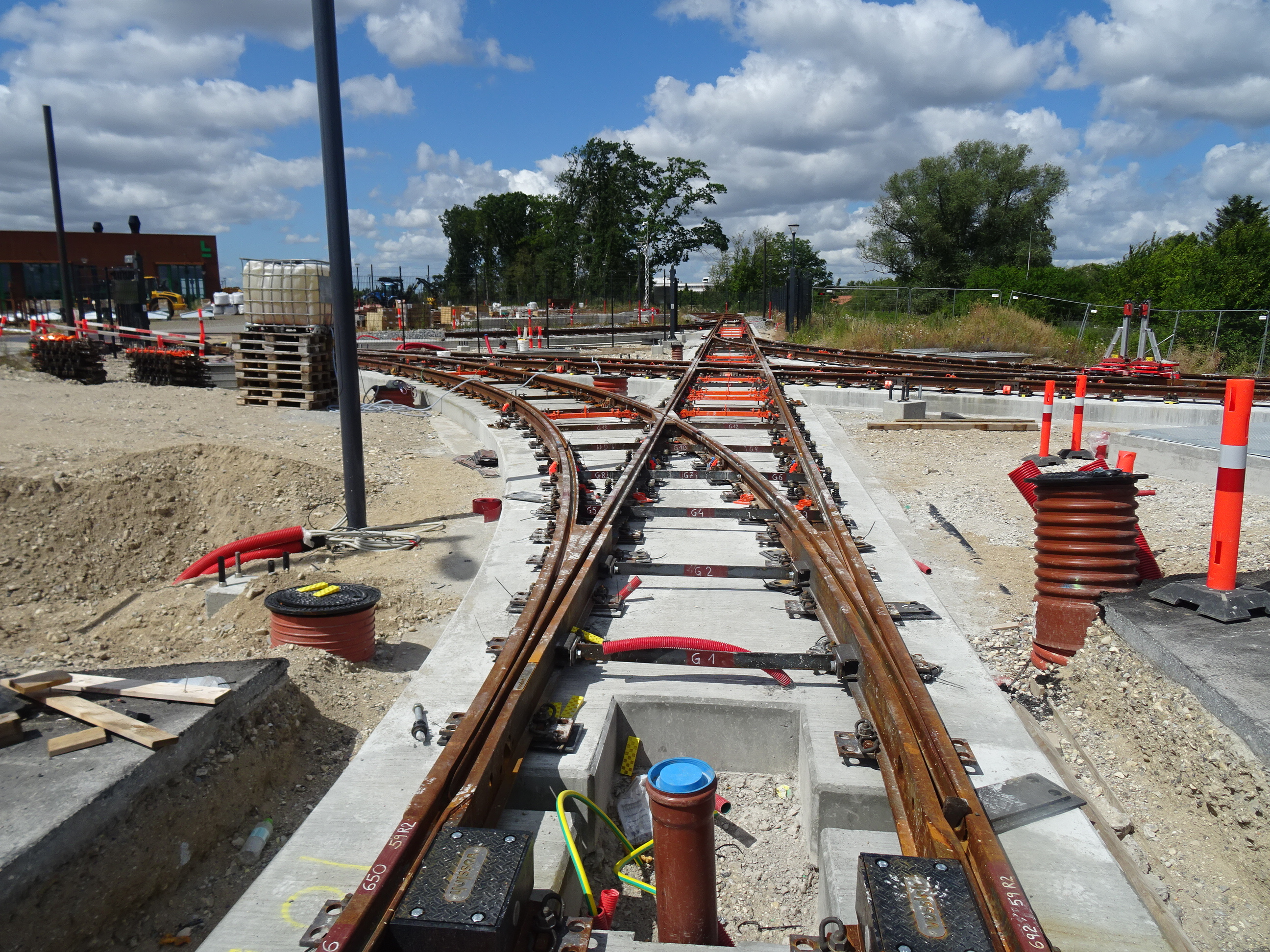
2022年撮影
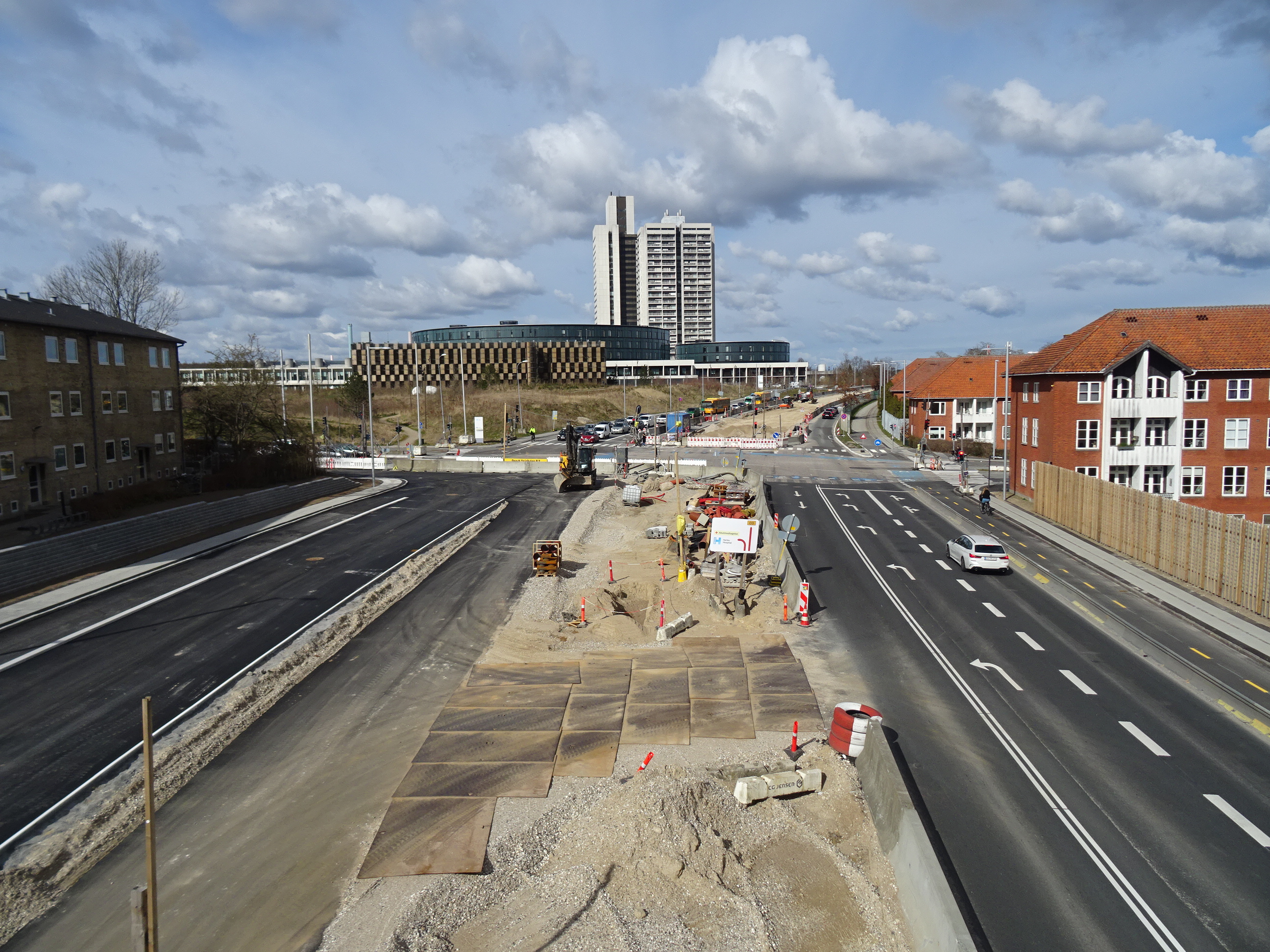
2023年撮影

## 路線
2025年に開通が予定されている路線は以下の通り。合計29箇所の電停が設置される予定で、9つのコムーネを経由し、6つの電停で近郊列車網「エストー（S-Tog）」を始めとする鉄道路線と接続する。路線の大部分は「リング3(Ring 3)」と呼ばれる2車線道路に沿って建設されており、路線の大半を占める専用軌道の最高速度は70 km/hに設定される。運行間隔は最短5分、夕方や週末は10分を予定している。
| コムーネ              | 電停名                  | 接続鉄道       | 備考・参考 |
| --------------------- | ----------------------- | -------------- | ---------- |
| リュンビュ-ターベック | Lundtofte               |                |            |
| リュンビュ-ターベック | Rævehøjvej              |                |            |
| リュンビュ-ターベック | Anker Engelunds Vej DTU |                |            |
| リュンビュ-ターベック | Akademivej DTU          |                |            |
| リュンビュ-ターベック | Fortunbyen              |                |            |
| リュンビュ-ターベック | Lyngby Centrum          |                |            |
| リュンビュ-ターベック | Lyngby Station          | S-Tog          |            |
| グランサクセ          | Gammelmosevej           |                |            |
| グランサクセ          | Buddinge Station        | S-Tog          |            |
| グランサクセ          | Gladsaxe Rådhus         |                |            |
| グランサクセ          | Gladsaxevej             |                |            |
| グランサクセ          | Gladsaxe Trafikplads    |                |            |
| グランサクセ          | Dynamovej               |                |            |
| ヘーレウ              | Herlev Hospital         |                |            |
| ヘーレウ              | Herlev Bymidte          |                |            |
| ヘーレウ              | Herlev Station          | S-Tog          |            |
| ヘーレウ              | Herlev Syd              |                |            |
| ロオブレ              | Rødovre Nord            |                |            |
| グロストラップ        | Glostrup Ejby           |                |            |
| グロストラップ        | Glostrup Nord           |                |            |
| グロストラップ        | Glostrup Hospital       |                |            |
| グロストラップ        | Glostrup Station        | S-Tog 広域鉄道 |            |
| ブロンビュ            | Kirkebjerg              |                |            |
| ブロンビュ            | Brøndbyvester           |                |            |
| ヴェレンスベック      | Delta Park              |                |            |
| ヴェレンスベック      | Vallensbæk Station      | S-Tog          |            |
| ヴェレンスベック      | Strandhaven             |                |            |
| イスホイ              | Ishøj Strand ARKEN      |                |            |
| イスホイ              | Ishøj Station           | S-Tog          |            |

## 車両

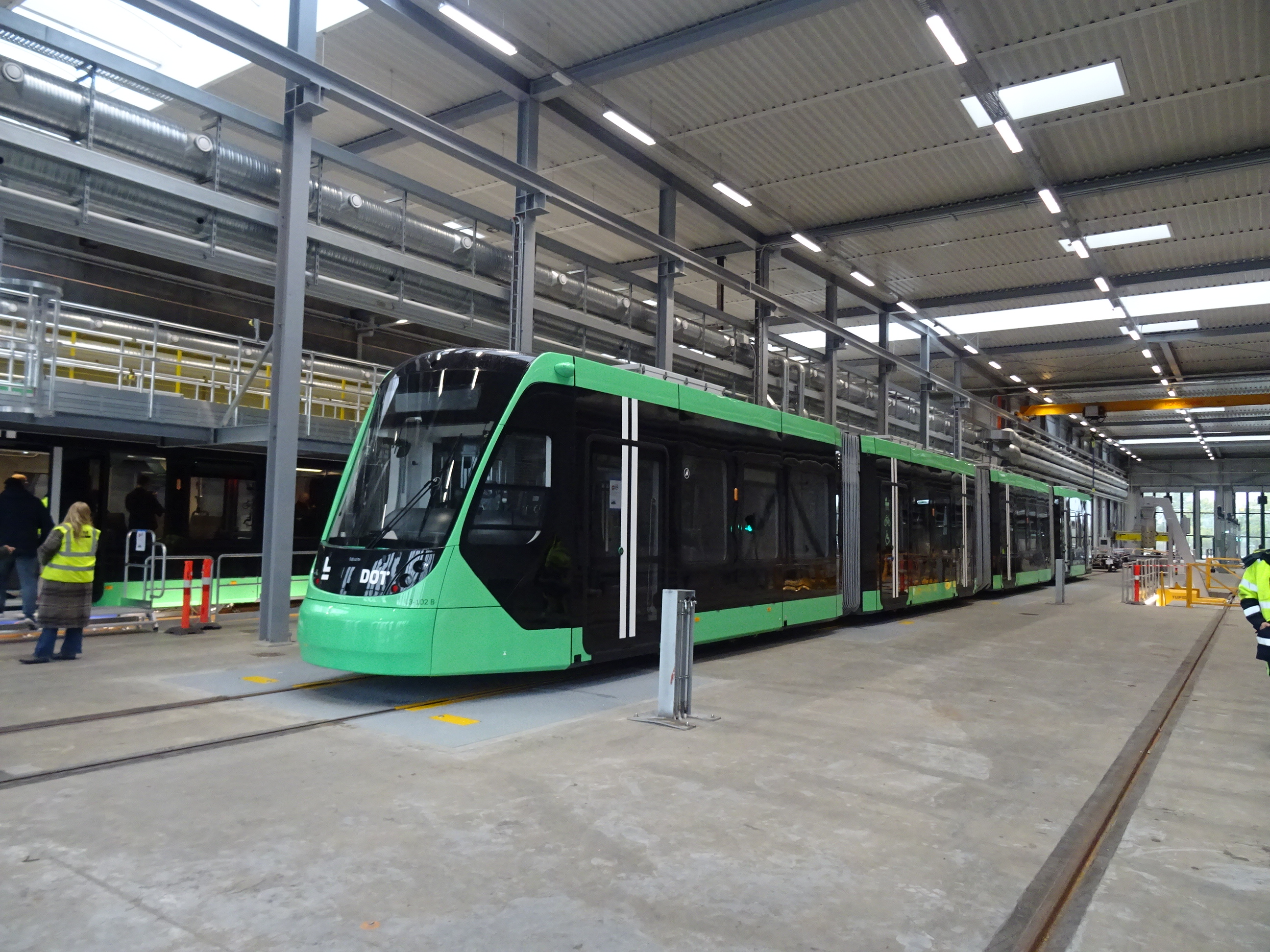
開業に先立ち車庫で公開された「アヴェニオ」
（2023年撮影）

開業にあたり導入される車両は、シーメンスが世界各国へ展開を実施している路面電車・ライトレールブランドのアヴェニオである。全長37 m、全幅26.5 m、全高3.7 mの4車体連接車で、車内は段差が存在しない低床構造で、車椅子やベビーカーが設置可能なフリースペースが各車体に1箇所、合計4箇所設置される。2018年契約分の27両とオプション権を行使し追加発注が行われた2両、合計29両の導入が予定されている。主要諸元は以下の通り。

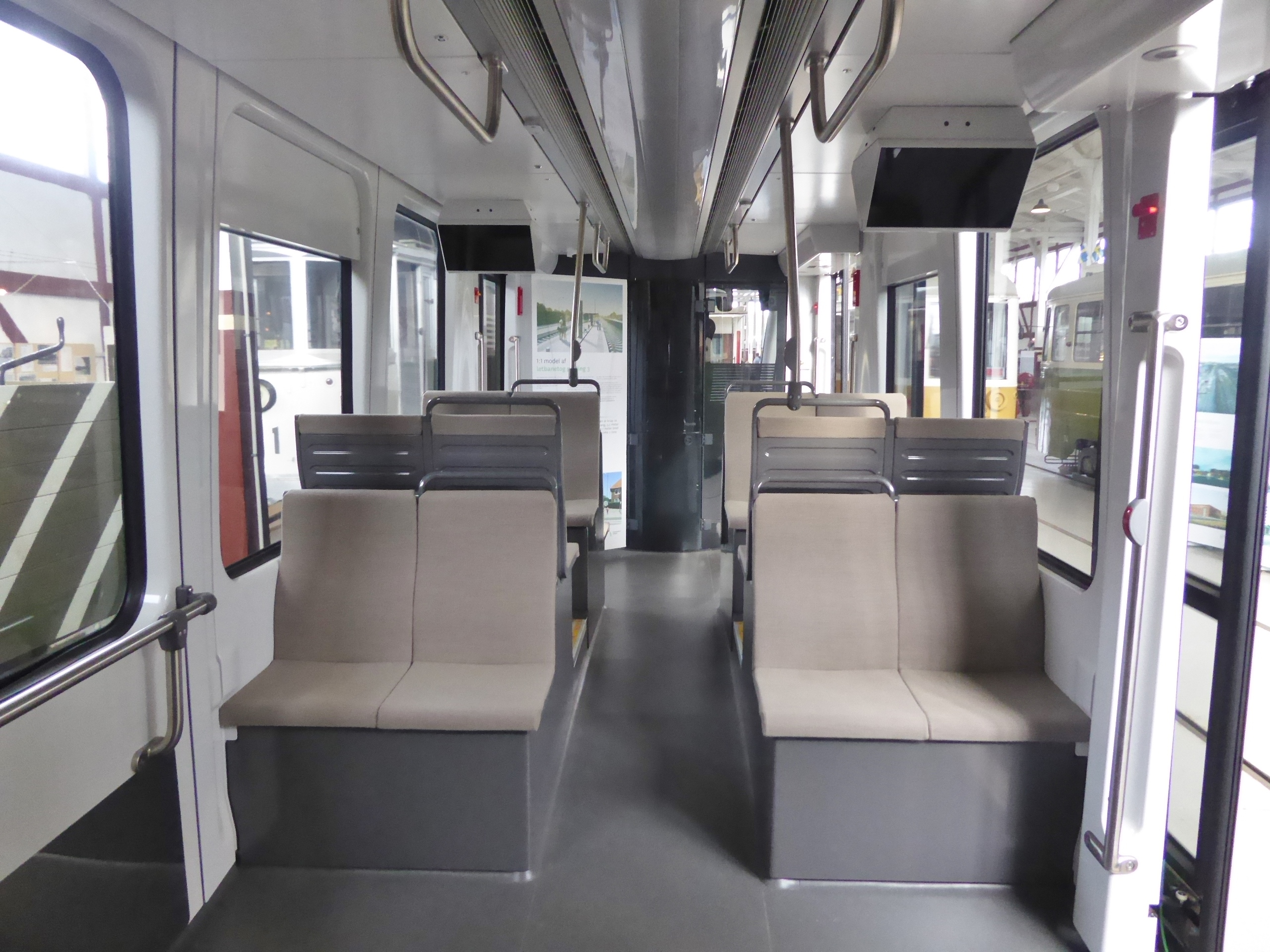
車内（モックアップ）
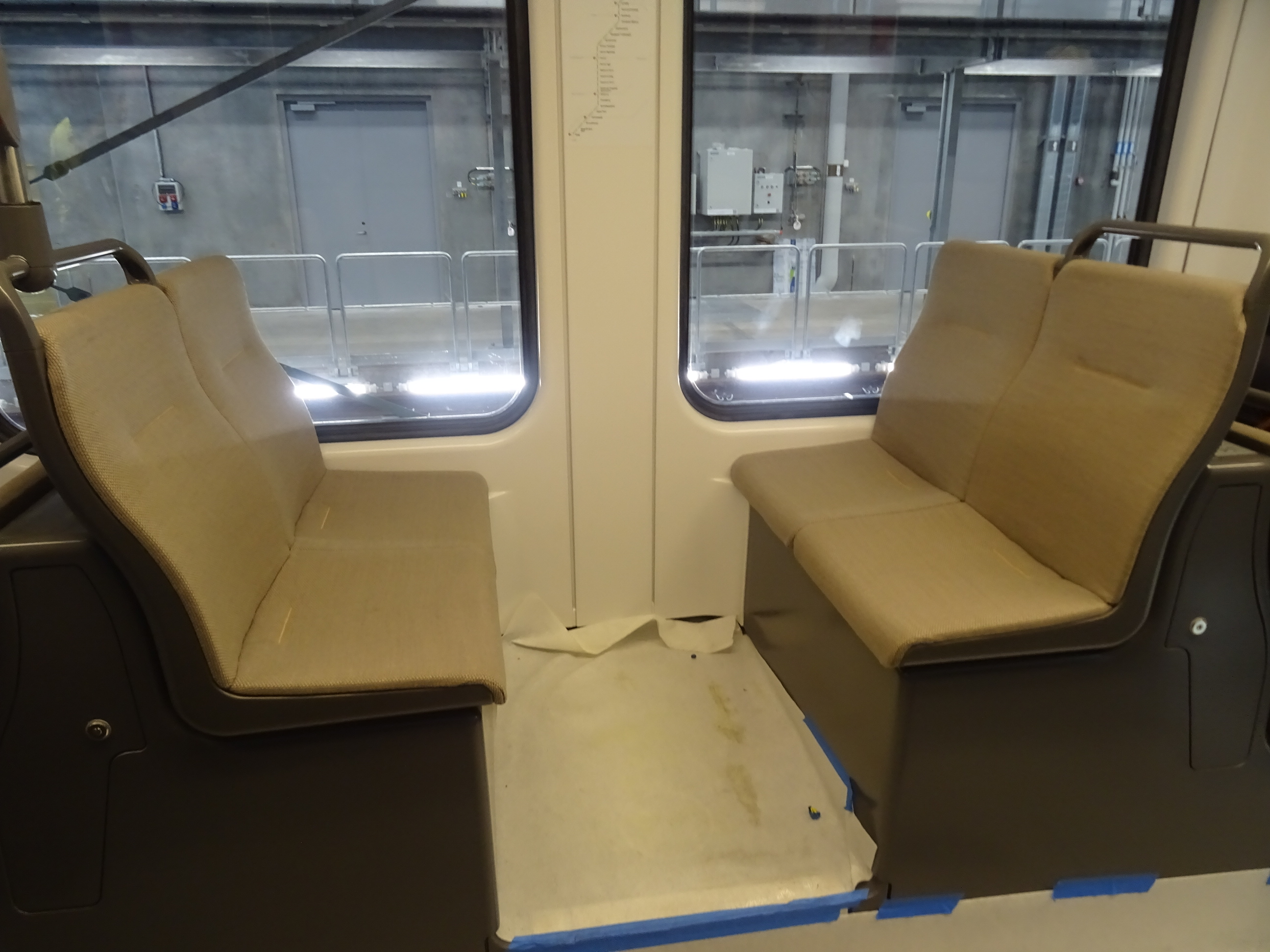
座席
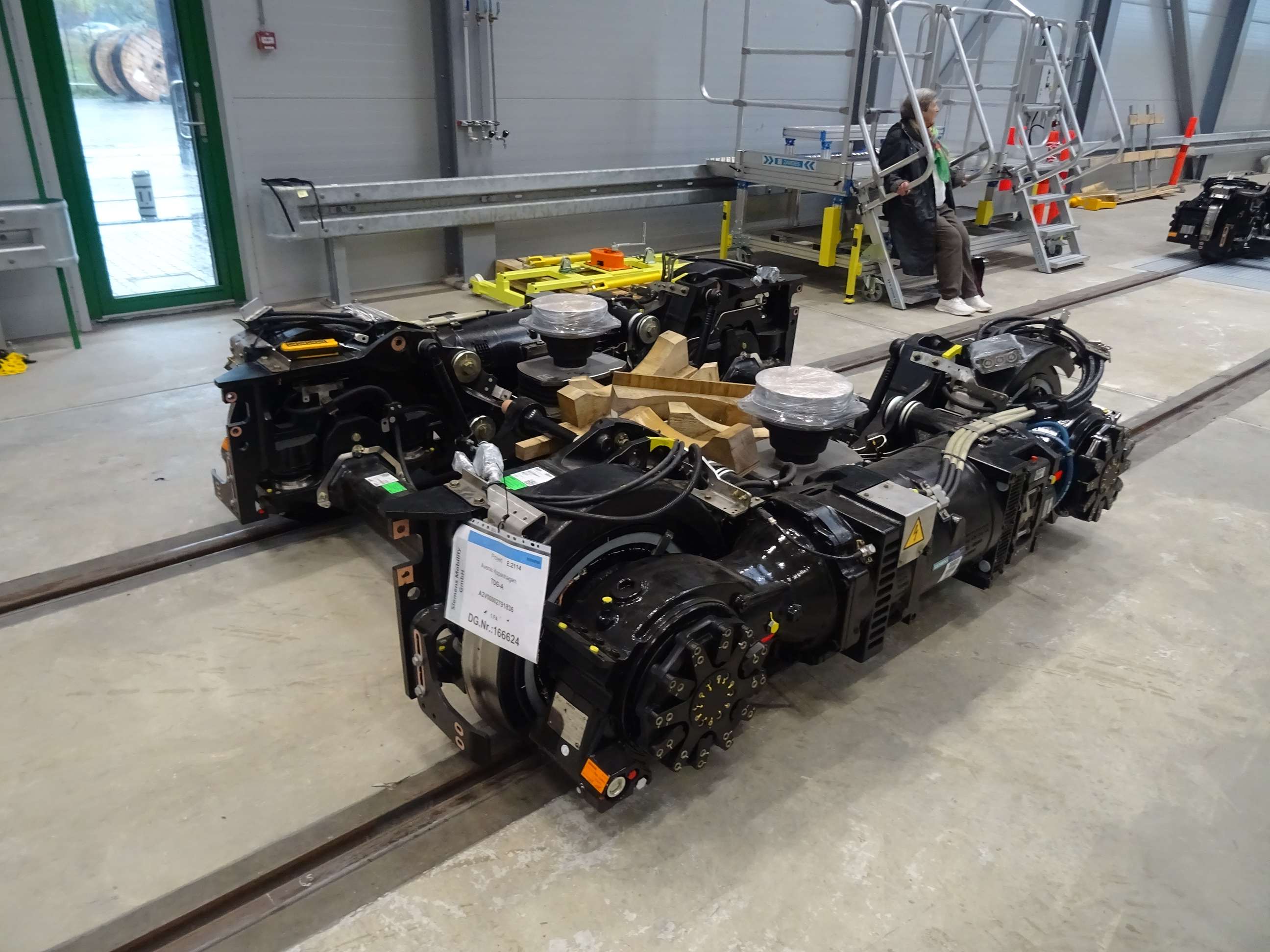
台車

| 車種名     | 総数 | 軌間         | 編成        | 軸配置         | 運転台       | 対応電圧 | 参考        |
| ---------- | ---- | ------------ | ----------- | -------------- | ------------ | -------- | ----------- |
| アヴェニオ | 29両 | 1,435mm      | 4車体連接車 | Bo' 2' Bo' Bo' | 両運転台     | 直流750V | [ 1 ] [ 2 ] |
| アヴェニオ | 29両 | 全長         | 全幅        | 全高           | 床面高さ     | 空車重量 | [ 1 ] [ 2 ] |
| アヴェニオ | 29両 | 36,900mm     | 2,650mm     | 3,700mm        | 375mm        | 48.6t    | [ 1 ] [ 2 ] |
| アヴェニオ | 29両 | 設計最高速度 | 定員        | 定員           | 主電動機出力 | 車両出力 | [ 1 ] [ 2 ] |
| アヴェニオ | 29両 | 設計最高速度 | 着席        | 合計           | 主電動機出力 | 車両出力 | [ 1 ] [ 2 ] |
| アヴェニオ | 29両 | 80km/h       | 64人        | 258人          | 100kw        | 600kw    | [ 1 ] [ 2 ] |
| 脚注       |      |              |             |                |              |          |             |